# 5308 Hutchison
5308 Hutchison è un asteroide della fascia principale. Scoperto nel 1981, presenta un'orbita caratterizzata da un semiasse maggiore pari a 2,6576035 UA e da un'eccentricità di 0,2064244, inclinata di 11,86912° rispetto all'eclittica.